# Taraxella
Genre
Taraxella est un genre d'araignées aranéomorphes de la famille des Salticidae.

## Distribution
Les espèces de ce genre se rencontrent en Indonésie et en Malaisie.

## Liste des espèces
Selon World Spider Catalog (version 26, 11/04/2025) :
- Taraxella chrisfehni Ni, Yu & Zhang, 2025
- Taraxella hillyardi Wanless, 1987
- Taraxella petrensis Wanless, 1987
- Taraxella reinholdae Wanless, 1987
- Taraxella solitaria Wanless, 1984
- Taraxella sumatrana Wanless, 1987

## Systématique et taxinomie
Ce genre a été décrit par Wanless en 1984 dans les Salticidae.

## Publication originale
- Wanless, 1984 : « A review of the spider subfamily Spartaeinae nom. n. (Araneae: Salticidae) with descriptions of six new genera. » Bulletin of the British Museum (Natural History) Zoology, vol. 46, no 2, p. 135-205 (texte intégral)